# Kościół św. Jana Chrzciciela w Czerniczynie
Kościół św. Jana Chrzciciela w Czerniczynie – rzymskokatolicki kościół w Czerniczynie, wzniesiony w 1870 jako cerkiew unicka, zaś w 1875 zaadaptowany na cerkiew prawosławną.

## Historia
Cerkiew unicka w Czerniczynie istniała przed 1771; obecny murowany, jednonawowy budynek pochodzi z 1870. Już po pięciu latach od wzniesienia, w 1875, wskutek likwidacji unickiej diecezji chełmskiej, świątynię przejął Rosyjski Kościół Prawosławny. W okresie międzywojennym cerkiew była siedzibą parafii należącej do dekanatu hrubieszowskiego. Obiekt pozostawał w rękach prawosławnych do 1949, gdy został wydzierżawiony rzymskokatolickiej parafii w Hrubieszowie i rekoncyliowany. W 1956 z jego wież usunięto elementy typowe dla architektury bizantyńsko-rosyjskiej. W 1967 przeprowadzono remont wnętrza kościoła, zaś w 1969 jego fasady.

## Wyposażenie
Główny ołtarz kościoła prawdopodobnie pochodzi jeszcze z okresu, gdy był on cerkwią unicką; znajduje się w nim obraz św. Jana Chrzciciela. Boczne ołtarze powstały po 1949; znajdują się w nich obrazy Matki Bożej Niepokalanie Poczętej oraz Tysiąclecia Chrztu Polski. Organy w kościele powstały w II poł. XVIII w. i zostały przeniesione do Czerniczyna z kościoła w Trzeszczanach. Na wieży kościelnej znajdują się trzy dzwony.

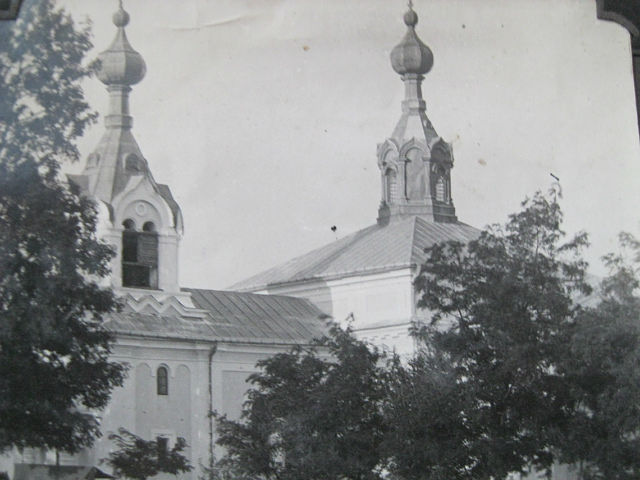
Cerkiew w Czerniczynie w okresie międzywojennym
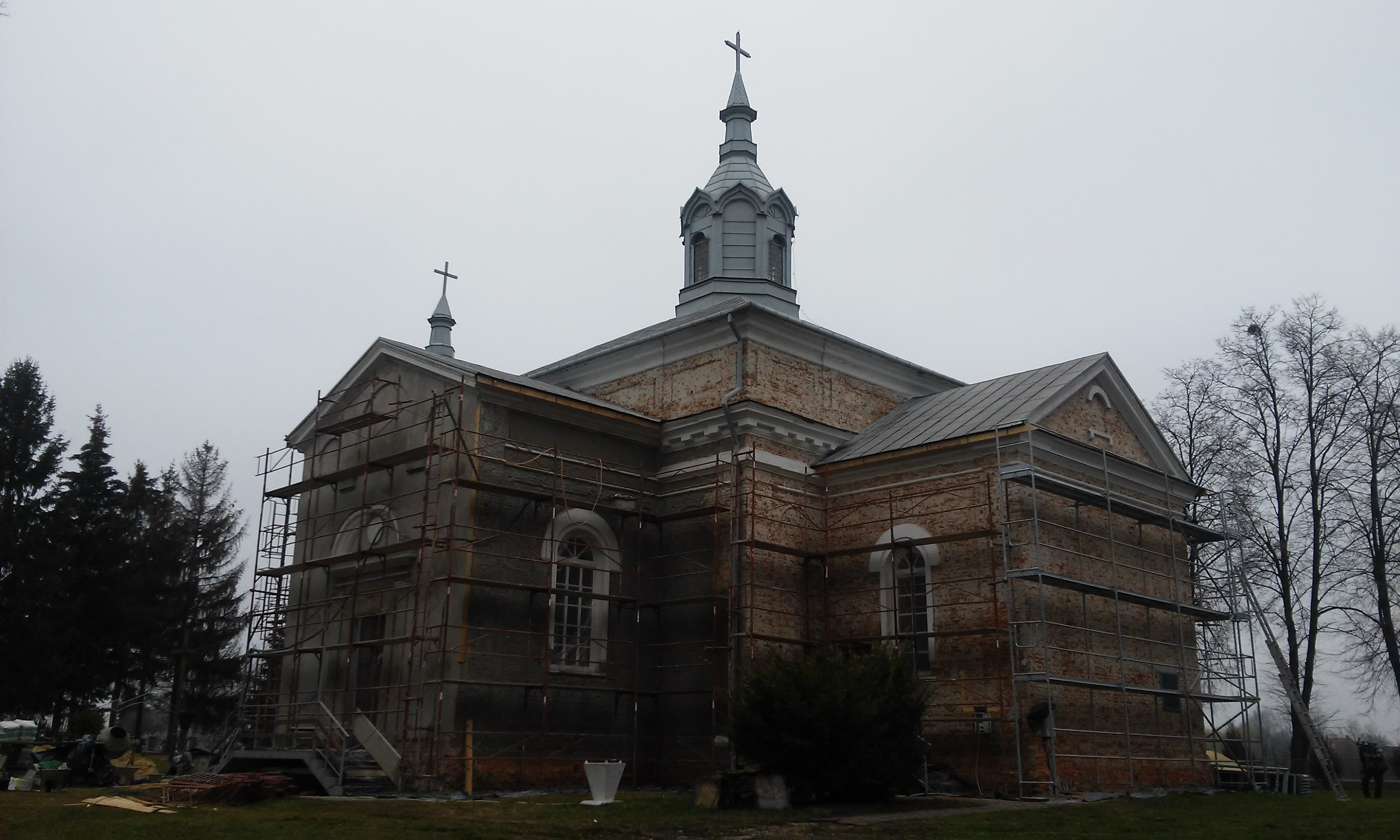
Budynek od strony południowo-wschodniej
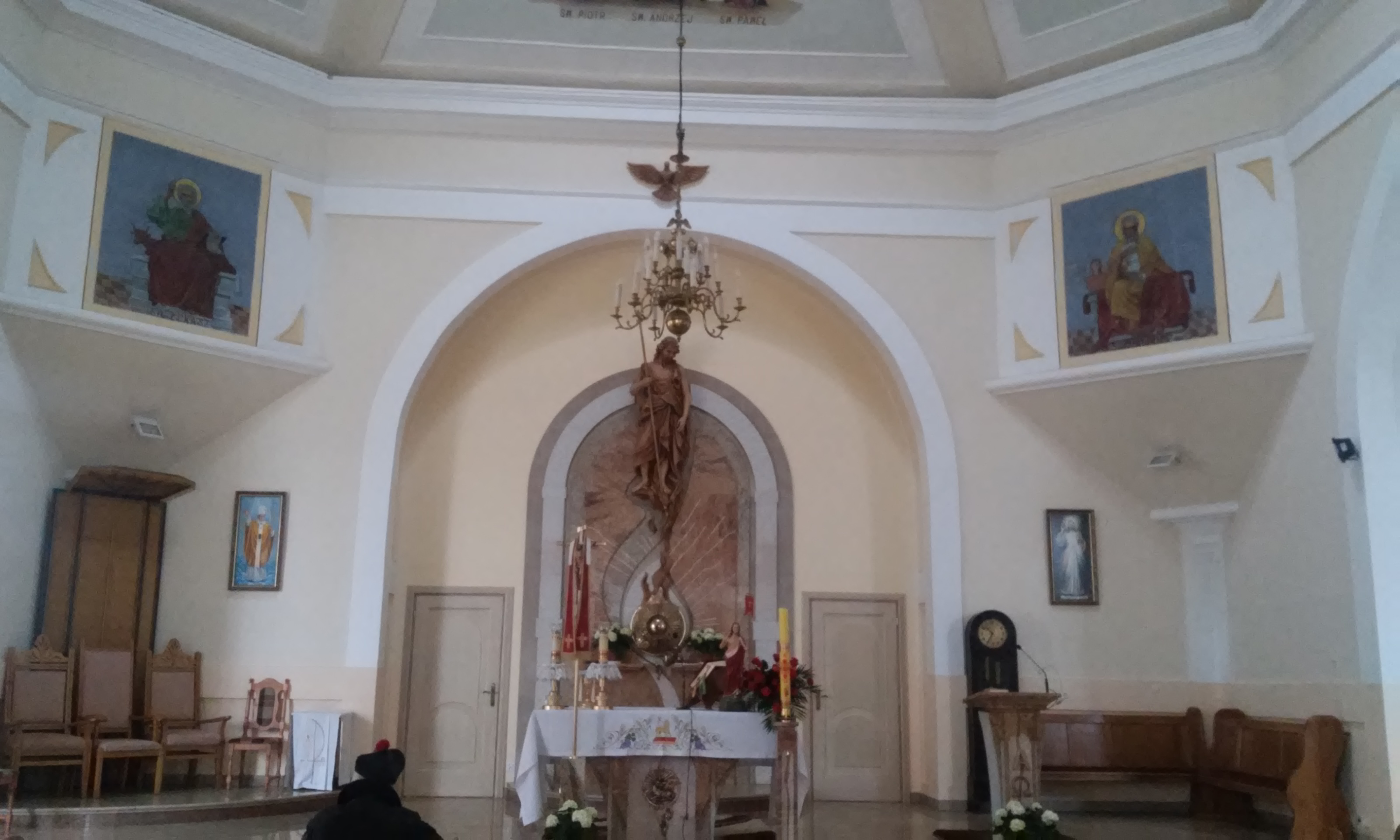
Wnętrze świątyni